# Де ла Гуардиа, Понс
Понс де ла Гуардиа (Ponç de la Guàrdia; 1154? — 1188?) — рыцарь из рода Saguàrdia, владельцев замка, расположенного недалеко от Риполь.
Понс не был профессиональным трубадуром. Он являлся просто рыцарем, которому, как он сам говорил, нравилось, что дамы из Окситании хвалят его сочинения. Есть данные, что он участвовал в битве при Куэнка (1177) под началом короля Альфонсо I а позже — в выступлении короля против графа Раймонд V из Тулузы.
Его произведение состоит из девяти любовных композиций, четыре из которых образуют небольшой цикл, посвященный даме чье имя зашифровано (con el senhal de On-tot-mi-platz). Хотя, как и все трубадуры, он пишет на окситанском диалекте, в его стихах можно найти несколько каталанских слов. Дело в том, что это было в качестве нормы в среде каталонских трубадуров, особенно у Cerverí de Gerona.